# Nicola De Cesare
Nicola De Cesare (Potenza, 12 luglio 1891 – novembre 1965) è stato un funzionario italiano.

## Biografia
Prefetto di prima classe, distaccato presso gli uffici di Mussolini e suo segretario personale dal giugno 1941 al luglio 1943.
Ha un ruolo di rilievo nella formazione delle fonti storiografiche del periodo. Si hanno notizie di una sua lettera del 7 luglio 1942 a Claretta Petacci, sulla salute di Mussolini, e di carteggi con personalità importanti.
Ma il suo ruolo più sensibile fu quello esercitato accompagnando Mussolini anche durante gli incontri ufficiali, tra cui quello di Feltre con Hitler (19 luglio 1943), svolgendo vari incarichi di fiducia.
Il 25 luglio lo accompagnò all'udienza con Vittorio Emanuele III alle 5 di pomeriggio, presso Villa Savoia. All'uscita dell'udienza fu fatto salire con Mussolini sull'autoambulanza che li portò alla caserma dei Carabinieri di via Legnano, a Roma.
Alla caserma Mussolini fu fatto scendere, mentre De Cesare proseguì presso il carcere di Regina Coeli, dove rimase fino al 9 settembre, conoscendo il cappellano, don Cosimo Bonaldi, e diventando suo amico. Quando venne liberato, gli fu riconsegnata la borsa dei documenti con cui Mussolini si era presentato presso Villa Savoia.
Fu quindi trasferito dai tedeschi a Monaco di Baviera, dove si incontrò nuovamente con Mussolini, che lo invitò a rientrare a Roma.
De Cesare morì nel novembre 1965 ed affidò la borsa con i documenti a don Bonaldi; questi li consegnò alla rivista Epoca per la pubblicazione: tra di essi vi era l'originale dell'Ordine del giorno Grandi e di alcuni significativi appunti autografi di Mussolini.

## Nella cultura di massa
- Nella serie tv del 2024 La lunga notte - La caduta del Duce Nicola De Cesare è interpretato da Francesco Rossini.